# Куршалиев, Абуталиб Гамидович
Абуталиб Гамидович Куршалиев (30 ноября 1953, с. Куба, Лакский район, Дагестанская АССР, РСФСР, СССР) — советский борец и тренер по вольной борьбе, Заслуженный тренер РСФСР, мастер спорта СССР международного класса.

## Биография
Родился в селе Куба Лакского района. По национальности — лакец. Чемпион СССР среди юношей 1973 года. Мастер спорта международного класса, заслуженный тренер России, заслуженный работник физической культуры и спорта. С февраля 2016 года заведующий кафедрой физической культуры и спорта Дагестанского государственного технического университета.

## Известные воспитанники
- Гаджиханов, Насыр Рамазанович — чемпион Европы;